# Образовање у Јужном Судану
Образовање у Јужном Судану засновано је на моделу истог у северном Судану. Основна школа траје осам година, следи три године другостепеног образовања, а затим четворогодишње студије. Систем 8+3+4 постоји од 1990. године. Главни и званични језик школства у Јужном Судану је енглески. Држава се сусреће са проблемом мањка наставника енглеског, као и професора који говоре енглески.

## Општи преглед
Неписменост у Јужном Судану је изузетно велика. Чак 72% становништва не уме да чита и пише. Гледано према полу 62% мушкараца и чак 81% жена нема елементарно образовање, док је однос село-град 76 према 48 процената. Највише неписмених становника имају вилајети Џонглеј, Источна Екваторија и Вараб, чак 82%. Највише образоване су особе из старосне групе 15-19 година. Судећи према подацима УНИЦЕФ-а мало више од 1% девојака заврши основну школу. Јужни Судан има тренутно најнеобразованије становништво на свету.

## Основна школа
Према подацима из 1980. године Јужни Судан је имао око 800 основних школа. Већина њих отворена је у периоду прве аутономије (1971-1982). Други судански грађански рат (1983-2005) утицао је на то да се многе школе затворе, а већина је разрушена у борбама. У том периоду настава се одвијала у избегличким камповима. Данас, услед недостатка простора и мањка инфрастурктуре настава се одржава на отвореном. Основно образовање у Јужном Судану је бесплатно за све грађане доби од 6 до 13 година.

## Средња школа
У Јужном Судану средња школа носи име другостепено образовање и траје три године (9. 10. и 11. разред). На овом нивоу образовања уводе се предмети попут биологије, географије, хемије, физике и др. Ученици другостепеног образовања имају између 14 и 18 година старости. На овом нивоу велики број ђака напушта школу или бива избачен. Главни разллог су бројни изостанци код момака и прерана трудноћа код девојака.

## Усмерено образовање
Након завршетка средње школе (тј. другостепеног образовања) ученици могу уписивати факултете или техничке школе. Да би нека особа постала грађевинац, инжењер, физички радник, тј. градитељ уопште, мора похађати неку од техничких школа.

## Факултети
Године 2011. Јужни Судан је имао 11 универзитета — шест државних и пет приватних. Према званичним проценама, на факултетима у држави је око 25.000 студената. Држава плаћа смештај и храну у студентским домовима. Највећи проблем високог школства је наставнички кадар, будући да је 75% професора из северног Судана. Најстарији универзитет у Јужном Судану налзи се у Џуби и основан је 1977. године.

## Министарства
У Влади Јужног Судана за образовање је задужено три кабинета:
1. Министарство младих, спорта и рекреације (Макуак Тени Јох)
2. Министарство просвете (Мајкл Мили Хусеин)
3. Министарство високог школства, науке и технологије (Џозеф Укел)